# Kolenfeld
Das Dorf Kolenfeld ist eine Ortschaft der Mittelstadt Wunstorf in der niedersächsischen Region Hannover.

## Geographie
Der Ort liegt im Süden des Stadtkerns zwischen Südaue, Mittellandkanal und Bundesautobahn A 2. Nachbarorte sind im Westen Haste, Hohnhorst und Suthfeld, im Nordwesten zwischen Kolenfeld und Wunstorf liegt das Rittergut Düendorf, im Süden Groß Munzel und im Osten Holtensen.

## Geschichte
Seine erste urkundliche Erwähnung findet Kolenfeld 1128 in einem Güterverzeichnis der Abtei Marienmünster als „Callenfeldt“. Im Mittelalter besaß das Kloster Loccum einige Hufe in Kolenfeld, die es Mitte des 13. Jahrhunderts aus dem Besitz des Adolf II. von Dassel erhielt. Der Mönchehof war eine Grangie des Klosters, bis er ab 1391 verpachtet wurde. Nachdem die Herzöge von Braunschweig-Lüneburg ihre Gebiete neu ordneten, entstand im Fürstentum Calenberg das Amt Blumenau, welches auch die Zuständigkeit für Kolenfeld über 400 Jahre bis zur Auflösung des Amtes 1859 behielt. Anschließend erfolgte die Eingliederung in das Amt Neustadt, aus dem der spätere Kreis Neustadt am Rübenberge hervorging. Auch wurde in dem Ort ein Schulgebäude gebaut.
Um 1900 entstand der Bohrturm der Kalibohrgesellschaft Neu-Wunstorf für den späteren Schacht Kolenfeld.

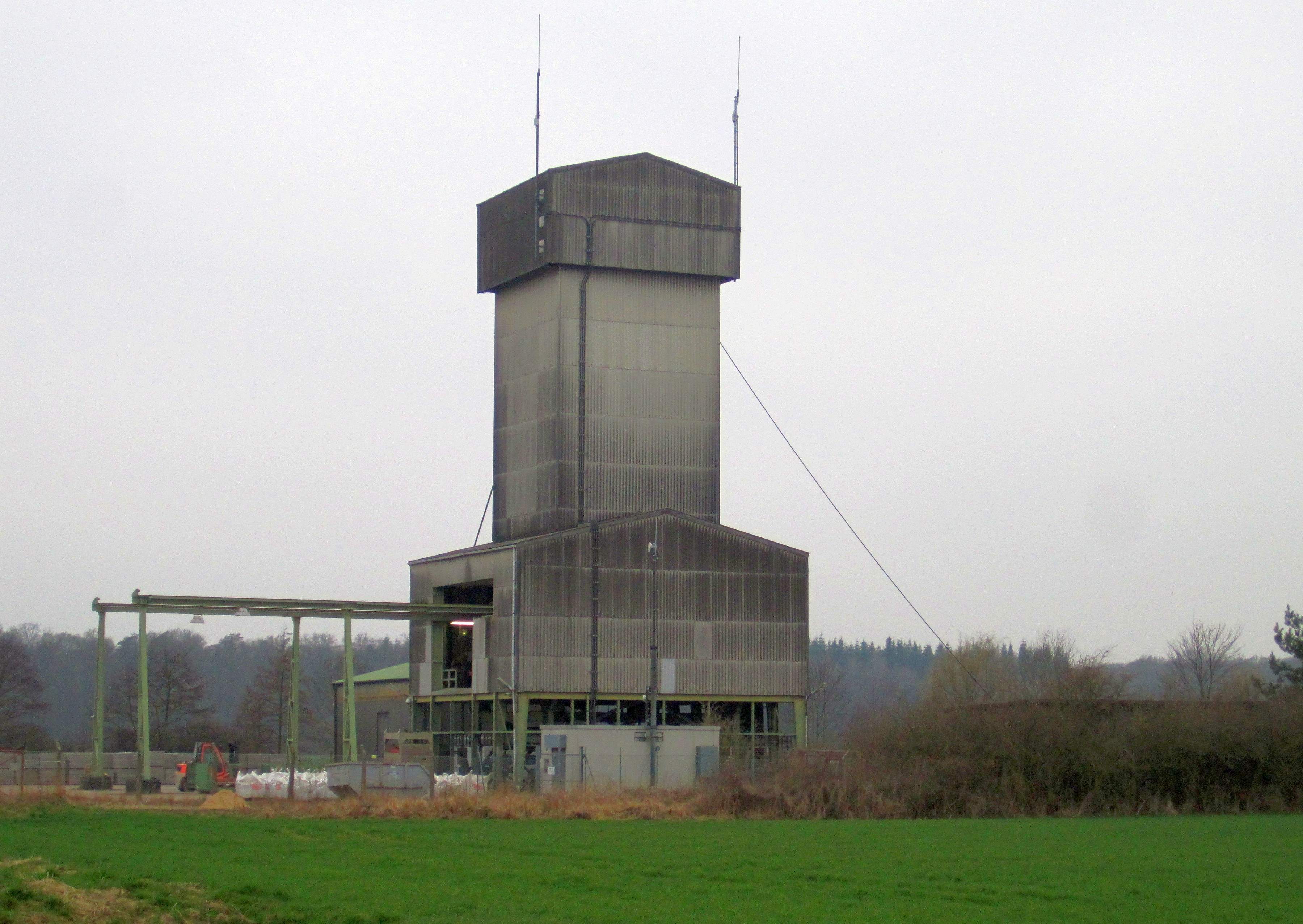
Schacht Kolenfeld

### Eingemeindungen
Zur Gebietsreform in Niedersachsen wurde Kolenfeld am 1. März 1974 in die Stadt Wunstorf eingegliedert.

### Einwohnerentwicklung
| Jahr      | 1910  | 1925  | 1933  | 1939  | 1950  | 1973  | 2018   |
| --------- | ----- | ----- | ----- | ----- | ----- | ----- | ------ |
| Einwohner | 1306  | 1238  | 1177  | 1213  | 2307  | 2120  | 2782   |
| Quelle    | [ 7 ] | [ 8 ] | [ 8 ] | [ 8 ] | [ 9 ] | [ 1 ] | [ 10 ] |

## Politik

### Ortsrat
Der Ortsrat von Kolenfeld setzt sich aus einer Ratsfrau und fünf Ratsherren folgender Parteien zusammen:
- SPD: 5 Sitze
- CDU: 2 Sitze

(Stand: Kommunalwahl 12. September 2021)

### Ortsbürgermeister
Der Ortsbürgermeister ist Karsten Grobe (SPD).

### Wappen
Der Entwurf des Kommunalwappens von Kolenfeld stammt von dem Heraldiker und Autor Werner Kaemling, der sämtliche Wappen in der Region Hannover entworfen hat. Die Genehmigung des Wappens wurde durch den Regierungspräsidenten in Hannover am 20. Dezember 1960 erteilt.
| Wappen von Kolenfeld | Blasonierung: „In einem von silbernem Wellenbalken schräglinks geteilten Schild oben in Grün drei goldene Ähren, unten in Rot ein steinernes Rundfenster, das mit zwei grünen Laubranken verziert ist.“ |
| Wappen von Kolenfeld | Wappenbegründung: In dem Wappenbuch des Landkreises Hannover steht hierzu: „Von den im Wappen vorhandenen Sinnbildern soll der Wellenbalken die am Dorf vorbeifließende Südaue darstellen, die die ersten Siedler veranlaßte, sich gerade an dieser Stelle niederzulassen. Außerdem wird die Gemarkung Kolenfeld durch den Lauf der Südaue geteilt. Die drei goldenen Ähren weisen auf den in Kolenfeld vorhandenen Getreideanbau hin. Das steinerne Rundfenster soll Achtung erwecken vor diesem bemerkenswerten Kunstdenkmal am alten Kolenfelder Kirchturm.“ |

## Kultur und Sehenswürdigkeiten

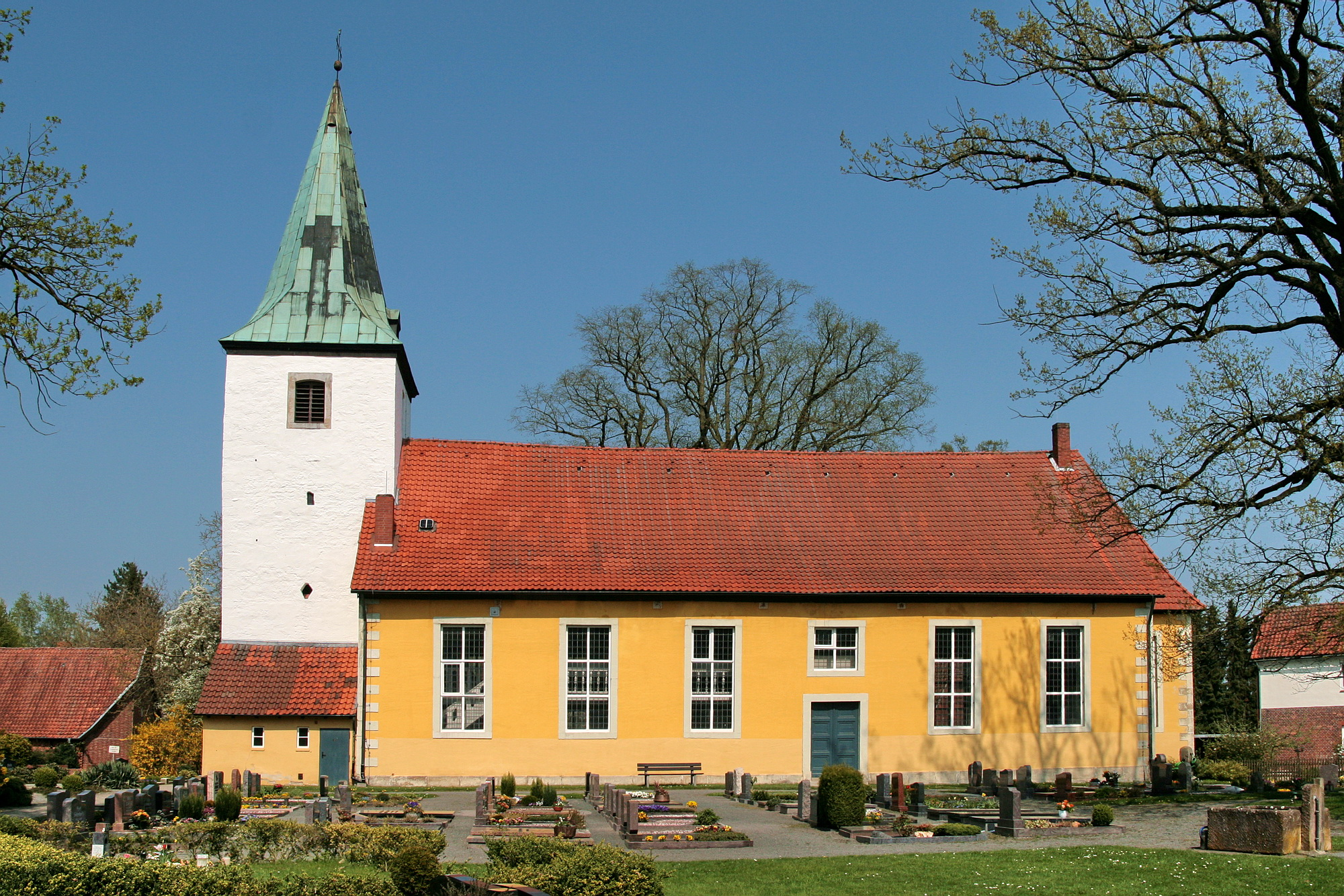
Dionysius-Kirche

### Bauwerke
Die Kirche wurde 1181 erstmals erwähnt. Bis auf den erhalten gebliebenen romanischen Turm wurde sie 1744 wegen Baufälligkeit abgerissen und bis 1747 neu gebaut. 2012 restaurierte Hillebrand Orgelbau die Orgel. Die kirchliche Gemeinde gehört zum Kirchenkreis Neustadt-Wunstorf.

### Baudenkmale
→ Siehe: Liste der Baudenkmale in Kolenfeld

### Sport
- Der Schützenverein Kolenfeld wurde 1937 gegründet und betreibt einen eigenen Schießstand
- Der TSV Kolenfeld wurde 1911 als Männerturnverein gegründet und 1947 umbenannt
- Der Tischtennisverein TTV Kolenfeld wurde 1954 gegründet
- Die Landjugend Nord-Calenberg wurde 1961 gegründet. Sie gilt als Mitgliedsstärkste Jugendgruppe in der Stadt Wunstorf.

## Wirtschaft und Infrastruktur
Der bestehende Einzelhandel deckt neben einer Arztpraxis die Grundversorgung des Ortes ab.

### Öffentliche Einrichtungen

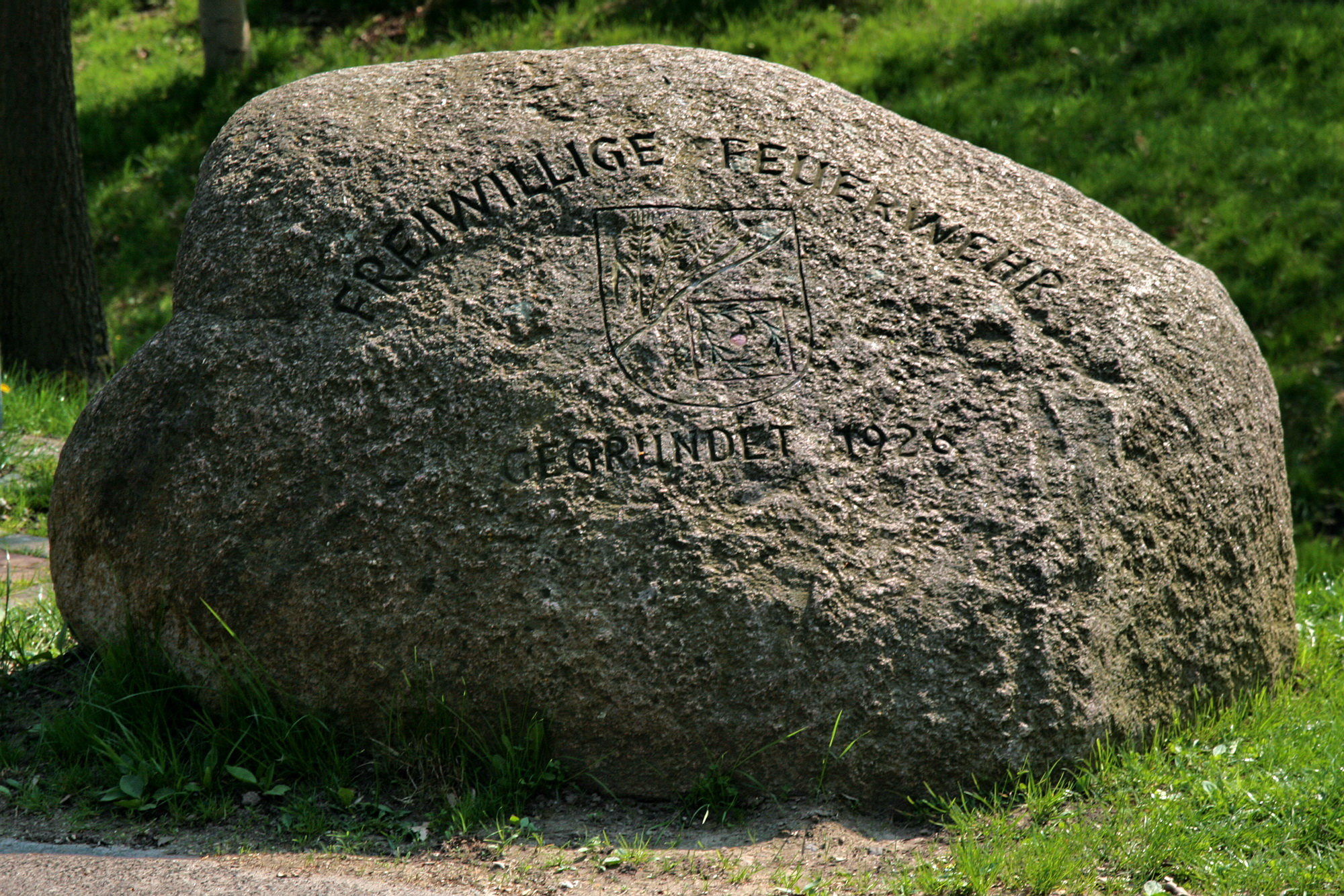
Gedenkstein der Freiwilligen Feuerwehr Kolenfeld

Die Freiwillige Feuerwehr wurde 1926 gegründet; sie ist mit einem Löschgruppenfahrzeug, einem Mannschaftstransportfahrzeug und einem Musikzug ausgestattet.

### Bildung
Kolenfeld verfügt über zwei Kindergärten und eine Grundschule.

### Verkehr
Aus dem Verkehrsfunk ist die Ausfahrt Wunstorf-Kolenfeld an der Bundesautobahn 2 bekannt. Für die Freizeit- und Berufsschifffahrt bestehen der Yachthafen Idensen und die Lände Kolenfeld, beide Teil der Häfen Wunstorf.

## Persönlichkeiten

### Söhne und Töchter des Ortes
- Johann Friedrich Prinzhorn (1816–1897), Vater des Chemikers und Unternehmensleiters Adolf Prinzhorn
- Marie Spengemann, geb. Lathwesen (⚭ 1876), Ehefrau von Wilhelm Spengemann
- Hartmut Büttner (* 1952), Politiker (CDU), war ab dem 20. Dezember 1990 vier Wahlperioden lang Mitglied des Deutschen Bundestages

### Personen, die mit dem Ort in Verbindung stehen
- Christopher Horenbarch († nach 1599), Stück- und Glockengießer, er goss 1584 eine Glocke für die örtliche romanische Kirche, die wegen Baufälligkeit abgerissen wurde
- Franz Wilhelm Naumann, Orgelbauer, Sohn des Orgelbauers Johann Matthias Naumann, er baute nach 1727 die Orgel der St.-Dionysios-Kirche
- Heiner Wittrock (* 1948), Lehrer und ehemaliger Schulleiter, Historiker und Heimatforscher zur jüngeren Geschichte in Wunstorf sowie Sachbuch-Autor, er wirkte von 1983 bis 2010 als Rektor in Kolenfeld